# Gornji Krivodol
Gornji Krivodol (cyr. Горњи Криводол) – wieś w Serbii, w okręgu pirockim, w gminie Dimitrovgrad. W 2011 roku liczyła 8 mieszkańców.